# Великие Трояны
Вели́кие Трояны́ (укр. Великі Трояни) — село в Благовещенской городской общине Голованевского района Кировоградской области Украины.
До 2020 года входило в Благовещенский район
Население по переписи 2001 года составляло 1280 человек. Телефонный код — 5259.
В селе родились Герои Советского Союза Иван Поворознюк, Николай Охман.